# Barrio del Ajuate
Barrio del Ajuate är en ort i Mexiko.   Den ligger i kommunen Xilitla och delstaten San Luis Potosí, i den centrala delen av landet, 210 km norr om huvudstaden Mexico City. Barrio del Ajuate ligger 825 meter över havet och antalet invånare är 152.
Terrängen runt Barrio del Ajuate är kuperad åt nordost, men åt sydväst är den bergig. Terrängen runt Barrio del Ajuate sluttar österut. Runt Barrio del Ajuate är det ganska tätbefolkat, med 96 invånare per kvadratkilometer. Närmaste större samhälle är Villa Terrazas, 16,5 km nordost om Barrio del Ajuate. I omgivningarna runt Barrio del Ajuate växer i huvudsak städsegrön lövskog.